# Дискурс
Дискурс (на латински: discursus – „тичане към/бягане от“) често обозначава „писмена или говорима комуникация или дебати“ или „формална дискусия или дебати“ . „Дискурс“ е важен термин в семантиката, лингвистиката, антропологията, етнографията, културологията, феминизма, постмодерните теории и анализ, литературния анализ, историята на изкуството и идеите.

## Произход на понятието
Понятието „дискурс“ е латинско по произход и идва от думата discursus, която означава „бягане напред-назад“. В английския думата е достигнала като discourse със следните значения: (1) словесна обмяна, разговор; (2) общуване; (3) проповед; (4) умозаключение и др.
В българския с понятието обикновено се означава следното: (1) слово; (2) словесен израз на мисълта; (3) способност за разбиране.

## Определение
Най-общо понятието „дискурс“ в социалните науки се гради на насоките на добилите известност през 60-те години идеи на Мишел Фуко и обозначава начините на мислене и границите, дефиниращи какво може да бъде казано и какво не. Терминът дискурсивна формация или накратко дискурс, в този смисъл, служи да означи специализираното знание, което се ползва априори в комуникационния акт. То бива обект на смяна и предефиниция през различни епохи и времена. Това знание, може да не бъде напълно осъзнато от ползващия го и така дискурс може да обозначава обсъждането и/или действието в рамките на дадена гледна точка или парадигма, която не е задължително да бъде напълно разбрана от използващия я. Така например, чрез дискурсивен анализ може да се проследи как през време на Модерността, се зараждат идеи като прогрес, универалност, егалитаризъм и впоследствие дискурсивните практики и действия се опирали на това. Също така чрез дискурсивен анализ могат да се проследят промените на разбиранията и регулирането на лудостта или сексуалността, както самият Фуко прави.